# Mohawk Deer
Il Mohawk Deer fu un piroscafo da carico, registrato precedentemente con i nomi di L.C. Waldo e di Riverton, che ebbe una vita operativa straordinariamente lunga (71 anni). Il suo relitto, diviso in due parti, si trova nell'Area naturale marina protetta del promontorio di Portofino ad una profondità compresa tra i 18 e i 50 metri sulla scogliera del "Raffinale", nei pressi di San Fruttuoso di Camogli.

## Caratteristiche tecniche
La Mohawk Deer aveva lo scafo in acciaio, tre alberi, cisterna anch'essa in acciaio, tre stive e tre paratie stagne. L'apparato motore, consistente in una motrice a vapore a triplice espansione con due caldaie e sei fornaci, era alloggiato in un locale macchine di 39 mq di estensione.
La linea, molto curata, era caratterizzata dalla torretta della pilothouse a prua al di sotto della quale vi era la deckhouse, con all'interno la cabina e l'ufficio del comandante.

## L'affondamento
La nave a vapore, costruita nel marzo del 1896, affondò alle 7:30 del 6 novembre 1967 dopo 71 anni di onorata carriera, spezzandosi in 2 tronconi.